# St. Jakobus Maior (Süssenbach)

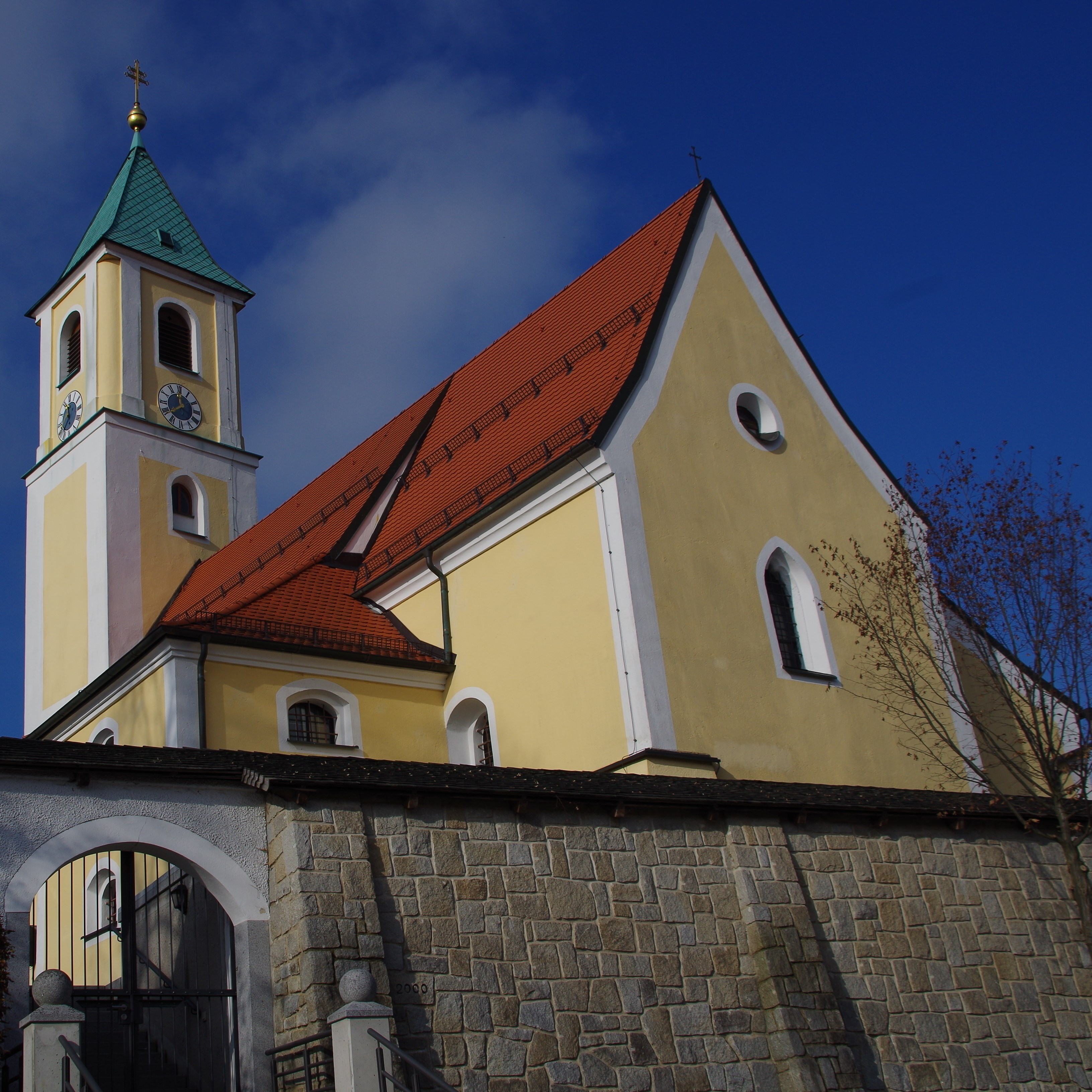
St. Jakobus Maior (Süssenbach)

Die römisch-katholische, denkmalgeschützte Expositurkirche St. Jakobus Maior steht in Süssenbach, einem Gemeindeteil der Gemeinde Wald im Landkreis Cham in der Oberpfalz. Die Kirche gehört zum Bistum Regensburg. Das Bauwerk ist unter der Denkmalnummer D-3-72-169-15 als Baudenkmal in die Bayerische Denkmalliste eingetragen.

## Beschreibung
Die Saalkirche wurde im 14. Jahrhundert erbaut und nach Mitte des 18. Jahrhunderts barock umgestaltet. Sie besteht aus einem Langhaus, das 1948 erweitert und mit einem Satteldach bedeckt wurde, einem eingezogenen, gerade geschlossenen Chor im Osten und einem Fassadenturm im Westen, der 1883 mit einem Geschoss mit abgerundeten Ecken, das die Turmuhr und den Glockenstuhl beherbergt, aufgestockt und mit einem Pyramidendach bedeckt wurde.
Der Innenraum des Langhauses ist mit einer Flachdecke mit Hohlkehle überspannt, der des Chors mit einem Tonnengewölbe. Die Deckenmalerei im Chor mit der Verklärung des Herrn und im Langhaus mit der Enthauptung des Jakobus des Älteren hat 1785 Matthias Schiffer geschaffen. Zur Kirchenausstattung gehört ein Hochaltar, der von je zwei Säulen flankiert wird. Auf dessen Altarretabel ist Jakobus der Ältere dargestellt. Neben den seitlichen Durchlässen stehen die Statuen des Simon Petrus und des Judas Thaddäus. Die mit Rocaille verzierte Kanzel, auf deren Schalldeckel das Auge der Vorsehung zu sehen ist, stammt aus dem 18. Jahrhundert.